# Motorway M-10 (Pakistan)
Der Motorway M-10 ist eine Autobahn in Pakistan zum Zwecke der nördlichen Ortsumgehung der Stadt Karatschi.

## Bau
Die M-10 wurde zwischen 2004 und 2007 gebaut und im August 2007 eröffnet. Derzeit existieren zwei Fahrstreifen pro Fahrbahn. Ein sechsstreifiger Ausbau der Autobahn befindet sich in Planung. Es werden Baukosten von einer Milliarde PKR (entspricht ca. 8,17 Millionen Euro) geschätzt.

## Brückeneinsturz
Am 1. September 2007 ereignete sich ein Brückeneinsturz in Karatschi entlang der Autobahn. Sechs Personen wurden bei diesem Unglück getötet. Der Bürgermeister von Karatschi Bürgermeister sagte, dass die Brücke von der National Highway Authority geplant und gebaut wurde und vom Präsidenten Pervez Musharraf offiziell eröffnet wurde.